# Illice flagrans
Illice flagrans là một loài bướm đêm thuộc phân họ Arctiinae, họ Erebidae.